# Carl von Voit

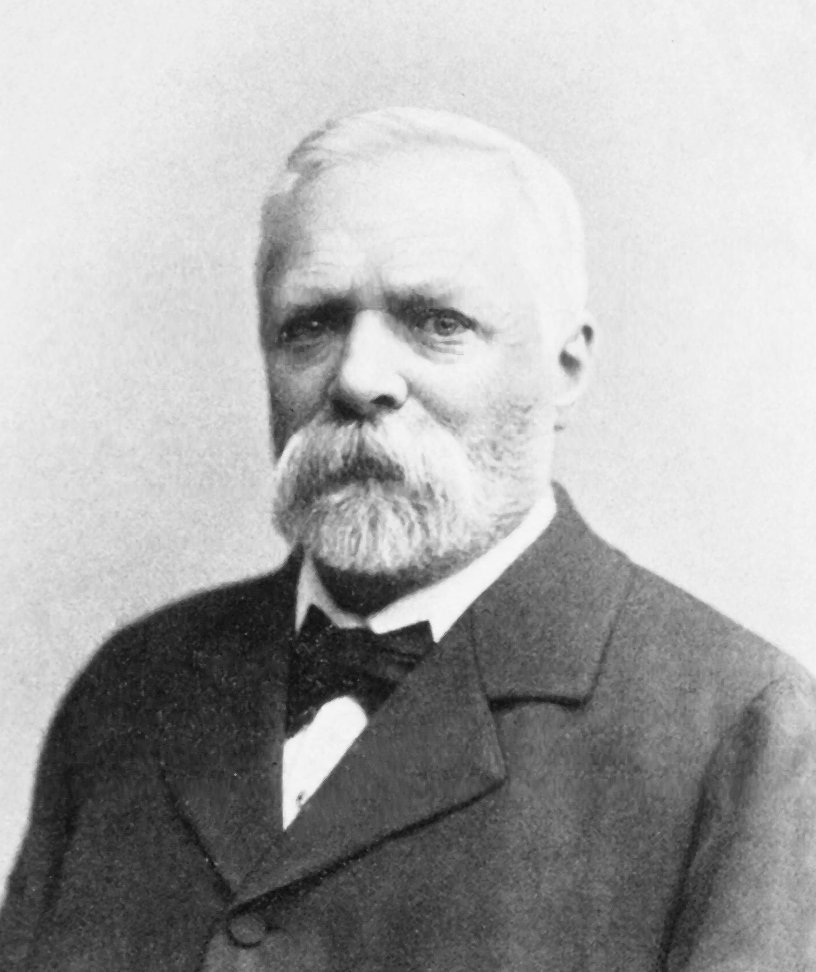
Carl v. Voit

Carl Michael Voit, ab 1878 Ritter von Voit (* 31. Oktober 1831 in Amberg; † 31. Januar 1908 in München), war ein deutscher Physiologe und Ernährungswissenschaftler.

## Leben
Karl Voit, ältester Sohn des Architekten und Oberbaurats August von Voit und dessen erster Ehefrau Mathilde geb. Burgett, besuchte das (heutige) Wilhelmsgymnasium München. Nach dem Abitur studierte er ab 1848 an der Ludwig-Maximilians-Universität München Medizin. 1849 wurde er im Corps Franconia München recipiert. Als Inaktiver wechselte er an die Julius-Maximilians-Universität Würzburg. 1854 wurde er zum Dr. med. promoviert. Er war zunächst Mitarbeiter im Labor von Max von Pettenkofer in München, bildete sich am chemischen Laboratorium von Friedrich Wöhler in Göttingen weiter und erhielt 1856 eine Stelle als Assistent am Physiologischen Institut der Universität München. 1857 habilitierte er sich bei Theodor von Bischoff in München für Physiologie. Er war zunächst Privatdozent, ab 1860 außerordentlicher und ab 1863 o. Professor für Physiologie und Konservator der physiologischen Sammlung. Im Studienjahr 1874/75 wurde er zum Senator, 1878/79 zum Rektor der LMU gewählt. Seit 1885 Obermedizinalrat, war er 1897–1900 ordentliches Mitglied des Obermedizinalausschusses.
Karl von Voit gilt als Begründer der modernen Diätetik. Der Chemiker und Physiologe untersuchte (um 1860) mit Max von Pettenkofer Stoffwechselbilanzen. Die beiden Münchener Wissenschaftler zeigten auf, dass Lebewesen vor allem aus den organischen Verbindungen Eiweißkörper (Proteine), Fette und Kohlenhydrate aufgebaut sind und diese zur Ernährung benötigen. Voit wies nach, dass die Stickstoffmenge des Harns ein Maß für den Eiweißumsatz ist. Er konnte mit Hilfe der Respirationskammer die Bedeutung einzelner Nährstoffe für die menschliche Ernährung näher charakterisieren und stellte das Voit'sche Kostmaß auf. Als mittlere Tagesration eines erwachsenen Arbeiters ermittelte er 3000 kcal. Voit war ferner als Lehrer sehr erfolgreich, die Münchener Schule der Ernährungswissenschaft zog weltweit Studierende an. Vor allem die Entwicklung der Ernährungswissenschaft in den USA erhielt hier ihre frühe Prägung. In Deutschland war Max Rubner der bekannteste Schüler Voits. Weitere Schüler waren Otto Frank und Hermann von Tappeiner. Voits und Rubners Forschungen hatten auch großen Einfluss auf die Arbeiten von Wilbur Olin Atwater.

### Mitgliedschaften
1865 wurde er in die Bayerische Akademie der Wissenschaften aufgenommen, und ab 1884 Sekretär deren mathematisch-physikalischen Klasse. 1875 wurde er in die Deutsche Akademie der Naturforscher Leopoldina gewählt, 1879 korrespondierendes Mitglied der Göttinger Akademie der Wissenschaften und 1898 Mitglied der Preußischen Akademie der Wissenschaften. 1883 erhielt er den Bayerischen Maximiliansorden für Wissenschaft und Kunst.

### Ehe
1860 heiratete Karl Voit in Augsburg die jüngere Schwester seiner Stiefmutter Ottilie, Laura geb. von Hößlin (* 14. April 1831 Augsburg; † 4. Juli 1910). Der Ehe entstammten fünf Töchter und ein Sohn.

## Grabstätte

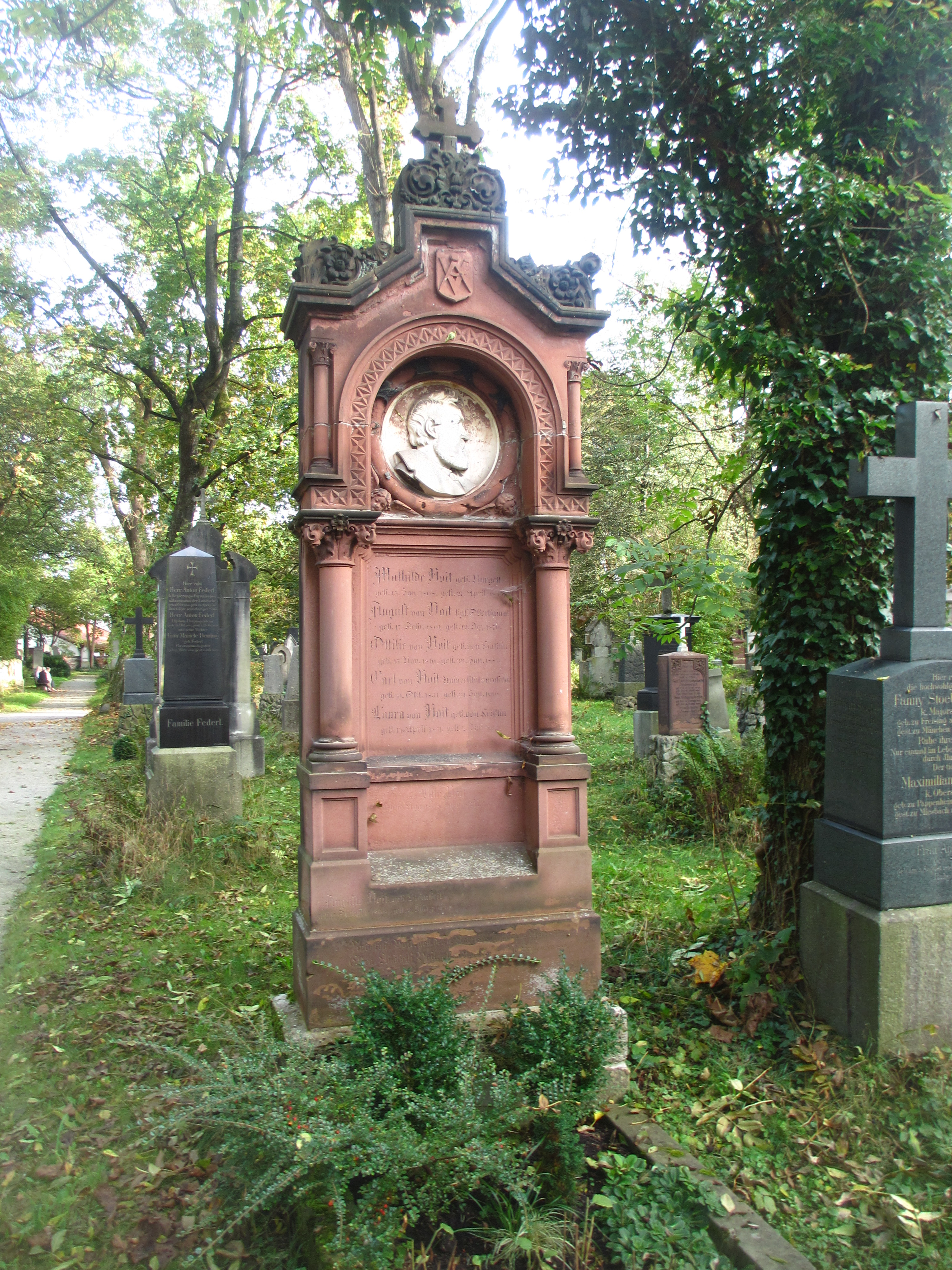
Grab von Carl Voit auf dem Alten Südlichen Friedhof in München

Die Grabstätte von Carl Voit befindet sich auf dem Alten Südfriedhof in München (Gräberfeld 17 – Reihe 12 – Platz 1/2) Standort. Das Grabmal ist von Carls Vater August von Voit entworfen, der wie weitere Mitglieder der Familie in der Grabstätte liegt. Die Ausführung des Grabmals und das Marmormedaillon stammen von Hermann Oehlmann.

## Auszeichnungen
- 1872: Orden vom Heiligen Michael (Bayern-Kurköln), Ritterkreuz I. Klasse
- 1878: Verdienstorden der Bayerischen Krone, Ritterkreuz, verbunden mit der Verleihung des persönlichen Adels
- 1880: Militärverdienstorden (Bayern), Komturkreuz
- 1896: Verdienstorden vom Hl. Michael II. Klasse.
- 1960: Namensgeber für den Voit Peak in der Antarktis
- Carl-von-Voit-Medaille der Deutschen Gesellschaft für Ernährung, seit 1961

## Schriften
- Die Gesetze der Ernährung des Fleischfressers. Winter, Leipzig/Heidelberg 1860. (Digitalisat)
- Untersuchungen über den Einfluss des Kochsalzes, des Kaffee's und der Muskelbewegungen auf den Stoffwechsel, ein Beitrag zur Feststellung des Princips der Erhaltung der Kraft in den Organismen. München 1860.
- Bemerkung über die sogenannte Luxusconsumption. Zeitschrift für Biologie, 4 (1868), S. 517–530.
- Über die Kost in öffentlichen Anstalten. Oldenbourg, München 1876. (Digitalisat)
- Untersuchung der Kost in einigen öffentlichen Anstalten. München 1877.
- Physiologie des allgemeinen Stoffwechsels und der Ernährung. (Band 6, 1. Abteilung von Hermanns Handbuch der Physiologie.) Leipzig 1881.

## Herausgeber
- mit Max von Pettenkofer, Ludwig von Buhl, Ludwig Radlkofer: Zeitschrift für Biologie.[13]